# Aïn Fares
Aïn Fares (em árabe: عين فارس) é uma cidade e comuna localizada na província de M'Sila, Argélia. Segundo o censo de 2008, a população total da cidade era de 3 184 habitantes.